# 雉 (鴻型水雷艇)
|                | |
| 艦歴           | |
| 計画           | 昭和9年度計画（②計画） |
| 起工           | 1935年10月24日 |
| 進水           | 1937年1月26日 |
| 就役           | 1937年7月31日竣工 |
| 除籍           | 1946年2月20日 |
| その後         | 1946年2月20日特別輸送艦指定 1947年10月3日ソ連に引渡                                                                         |
| 要目（竣工時） | |
| 排水量         | 基準：840英トン 公試：960トン                                                                                               |
| 全長           | 88.50m |
| 全幅           | 8.18m |
| 吃水           | 2.76m |
| 機関           | ロ号艦本式缶2基 艦本式タービン2基 2軸、19,000馬力                                                                           |
| 速力           | 30.5ノット |
| 航続距離       | 14ノットで4,000海里 |
| 燃料           | 重油：245トン |
| 乗員           | 129名 |
| 兵装           | 45口径十一年式12cm単装砲3門 53cm3連装魚雷発射管1基3門 （六年式魚雷3本） 40mm機銃1挺（雉、鷺、鳩は毘式） （雁は25mm機銃1挺） |

雉（きじ）は、日本海軍の水雷艇。鴻型の5番艇。艦艇名としては隼型水雷艇「雉」に続いて2代目。

## 艇歴
1935年（昭和10年）6月20日、雉と命名され、水雷艇に類別。同年10月24日に三井物産造船部玉工場で起工。1937年（昭和12年）1月26日進水。同年7月31日に竣工し、呉鎮守府籍、第11水雷隊に編入された。
支那事変（太平洋戦争勃発前の日中戦争）では、華北沿岸作戦、揚子江遡行作戦に従事。太平洋戦争開戦後、香港攻略作戦、比島攻略作戦、海上護衛作戦に参加。スラバヤで終戦を迎えた。
1946年（昭和21年）2月20日、除籍と同時に特別輸送艦に指定され復員輸送に従事。その後、特別保管艦（賠償艦）に指定され、1947年（昭和22年）10月3日ソ連に引き渡し。艦名をヴニマーチェリヌイに改名。1957年（昭和32年）に退役し、翌1958年（昭和33年）解体。

## 歴代艇長
艤装員長
- 中杉清治 少佐：1937年4月1日[5] -

水雷艇長
- 中杉清治 少佐：1937年7月31日[6] - 1937年12月1日[7]
- 相馬正平 少佐：1937年12月1日[7] - 1938年5月18日[8]
- 作間英邇 少佐：1938年5月18日[8] - 1938年12月15日[9]
- 田中忠政 少佐：1938年12月15日[9] - 1939年12月1日[10]
- 西村正夫 少佐：1939年12月1日[10] - 1940年11月15日[11]
- 若杉次一 少佐：1940年11月15日[11] - 1941年9月10日[12]
- 石戸勇 大尉：1941年9月10日[12] -